# 戈梅特拉島
戈梅特拉島是蘇格蘭的島嶼，位於阿爾瓦島以西的大西洋海域，屬於內赫布里底群島的一部分，面積4.25平方公里，最高點海拔高度155米，2001年人口僅5人。

## 外部連結
- Island's Website[永久]

56°29′28″N 6°17′13″W / 56.49111°N 6.28694°W